# 和歌山県立星林高等学校

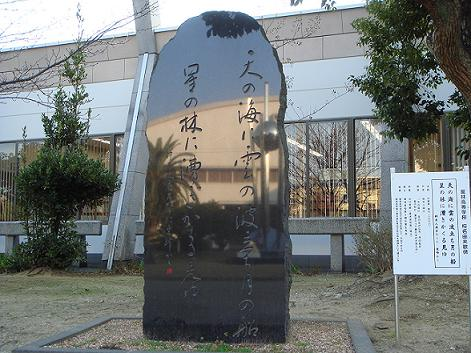
石碑：柿本人麻呂の和歌

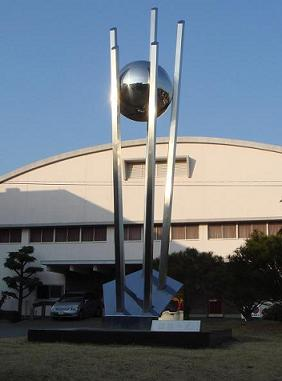
モニュメント：理想の光

和歌山県立星林高等学校（わかやまけんりつせいりんこうとうがっこう）は、和歌山県和歌山市西浜に所在する和歌山県立高等学校。

## 概要
本校は、旧制西浜女学校を前身とし、戦後共学の新制高校として再発足した。2012年（平成24年）までは和歌山大学教育学部附属中学校と連携型中高一貫教育を実施していた。

### 教育理念
生徒の進路希望に応じ、精選されたカリキュラムで学習活動を展開。クラブ活動やさまざまな野外活動を通じて、自立心と健全な心身を養う。

#### 主な理念
- 一人ひとりを大切にする教育
- 自主･自律･高い志

#### 校訓
「学びと共に、時、場、礼を大切にする」
2009年（平成21年）度より「時を守り、場を整え、礼を正す」から変更された。

### 校名
星林とは、「星のあつまり」を意味している。大空に輝くたくさんの星は、それぞれ個性的な光を放って、人々から仰ぎ見られながら、しかも、独立せず、お互いに秩序ある統一性をなして、天体の原理に従って運行している。そのように、一人ひとりの生徒が、それぞれに優れた個性と能力を発揮して、人々の尊敬を受け、しかも独善におちいらず、学校全体の連帯と調和を保ちつつ、社会の秩序に従って成長していく多くの人材のあつまりであることを意味している。
また、学校の図書館の隣には石碑が立っており、そこには次のような碑文が書かれている。
- 天（あめ）の海に 雲の波立ち 月の船 星の林に 漕ぎかくる見ゆ

これは、柿本人麻呂が詠んだ和歌である。ここで初めて、星林の名が詠み込まれた。

### 校内
正門にはモニュメント「理想の光」が設置されている。五角柱によって表現された星が「星林」という学舎の庭を、そこに足を下ろす5本の柱は「星林高等学校の生徒」をそれぞれ表している。

## 基礎データ

### 所在地
- 和歌山県和歌山市西浜2丁目9-9

### アクセス
＜出典：＞
- 和歌山バス秋葉山停留所から徒歩約10分。
- 阪和自動車道和歌山ICから車で約30分。

### 象徴

#### 校章
- 当時、美術の教諭であった平松が校名を解体して、星を☆で、林を三枚の柏の葉で表現、デザイン化したものである。優秀な人材を輩出することを願い、葉の間に星を配して、樹間に輝く星を表現したものである[1]。

#### 校歌
- 作詞：岩橋辰夫・作曲：信時潔 [1]

1. 1番は「朝」 - 朝焼けに映える星林と、学校の建つ高津志の情景を表現している。
2. 2番は「昼」 - 昼の日光あふれる下、学校の建つ雑賀野と、志し高き若人と友情を表現している。
3. 3番は「夜」 - 学校近くの和歌の浦の情景と、夜の大空と星を表現している。

- 作詞を担当した岩橋は国語科の教諭であった[1]。

## 沿革

### 年表[3]
- 1948年（昭和23年）
  - 4月1日 - 開校。普通科商業科併置の総合高等学校を開設し、校名を和歌山県立星林高等学校と称す。
  - 7月1日 - 校章制定。
- 1951年（昭和26年）
  - 1月13日 - 校歌制定。
  - 3月31日 - 商業科・定時制商業科を分離して全日制普通科のみとなる。
- 1988年（昭和63年）4月1日 - 国際交流科設置。
- 1990年（平成2年） - 硬式野球部が22年ぶりに第72回全国高等学校野球選手権大会に出場。
- 1996年（平成8年）2月15日 - 玄関広場にモニュメント（理想の光）設置。
- 1998年（平成10年） - 創立５０周年記念式典を挙行。
- 2002年（平成14年） - スーパーイングリッシュランゲージハイスクール（セルハイ、Super English Language High School: SELHi、予算8103万9千円）を受ける。指定期間は3年間。
- 2003年（平成15年）
  - 普通科にサイエンスコース設置。
  - 連携型中高一貫校制度を導入。各教室に扇風機設置。
- 2005年（平成17年） 
  - ラグビー部が25年ぶりに第56回近畿高等学校ラグビー大会に出場。
  - 夏休み中にエアコンを設置。
- 2006年（平成18年） - 「10分間読書」始まる。エアコン初稼動。
- 2007年（平成19年） 
  - サイエンスコースの募集停止。アドバンスコースの設置を予定。
  - 硬式野球部が和歌山県高校野球春季大会で準優勝。
  - ヨット部が第19回近畿高校ヨット選手権大会で、男子7位・女子2位で全国高校総体に出場決定。
  - 囲碁部が、第29回高校囲碁秋季和歌山県大会団体戦で優勝。
- 2009年（平成21年） - 京都大学第25代総長・松本紘の特別講演が行われる。

## 学科

### 普通科
2年次より、スタンダードコース（文系）とアドバンスコース（文系・理系）に分かれる。

#### スタンダードコース
基礎学力の充実を図り、より高度な内容を追求。 選択科目・演習科目を多く取り入れ、自主的な学習態度を育成。5教科をオールラウンドに学習し、 文系や医療系分野、専門学校への進学を目指す。看護系の各学校に対応した学習ができる。

#### アドバンスコース
2007年（平成19年度）からは、旧サイエンスコースが廃止され、新しくアドバンスコースが設置された。文系クラスと理系クラスがあり、国公立・私立大学への進学を目指す。

### 国際交流科

#### 設置の目的
1988年（昭和63年）4月に国際化時代の進展に対応し、国際間の理解や交流を促進するとともに、個性豊かで国際感覚を備えた人材の育成を目指して設置された。略称は国際。

#### 特色
国際舞台に立って活動できるように、外国語教育をはじめ、その他の専門科目の教育を重視、幅広い教養とともに実践的な力量を身につける。
外国語関係、国際関係を中心とした日本国内の大学及び外国の大学への進学を目指す。
留学生の交換や帰国子女の受け入れを積極的に進め、生徒相互の理解を深める。
第二外国語として、スペイン語、中国語、韓国語を選択履修することができる。

## 学校行事
クラスマッチ
1、2年生がそれぞれクラス対抗で競技を行う。競技はサッカー、バレーボールなどである。
修学旅行
普通科は、1983年（昭和58年）度以前は長崎県への旅行、1984年（昭和59年）度から2006年（平成18年）度2年生までは長野県でのスキーであった。2007年（平成19年）度の2年生より、沖縄県になっている。
国際交流科は、カナダなどの外国である。
星林祭
星林高等学校では、毎年9月に行われる文化祭および体育祭を星林祭と呼ぶ。文化祭では、1年生は展示、2年生は舞台、3年生は模擬店（屋台）を行う。

## 部活動
＜出典：＞

### 運動部
- テニス部
- 陸上競技部
- 水泳部
- バドミントン部
- バスケットボール部（男子・女子）
- バトントワリング部
- 卓球部
- ヨット部
- ソフトテニス部
- バレーボール部
- サッカー部
- 硬式野球部
- ラグビー部
- 柔道部
- 剣道部
- なぎなた部

### 文化部
- 書道部
- 吹奏楽部
- パソコン部
- 美術部
- 演劇部
- 邦楽部
- 放送専門部
- ＪＲＣ
- 中国語部
- 科学部
- イラストレーション部
- クッキング部
- 華道部
- 写真部
- 英語部
- 文芸部
- 軽音楽部
- 図書専門部

## 著名な出身者

### 政治・官界
- 小村武 - 元大蔵事務次官、元日本政策投資銀行総裁

### 学術
- 横山和成 - 農学者

### スポーツ
- 東出康博 - 元プロ野球選手
- 松井優典 - 元プロ野球選手（南海）ヤクルト〜阪神〜楽天〜ヤクルト
- 川端一彰 - 元プロ野球選手（大洋・横浜）。現・DeNA球団職員
- 小久保裕紀 - 元プロ野球選手（ダイエー〜巨人〜ソフトバンク）
- 松田匡司 - 元プロ野球選手（阪神〜ダイエー）
- 吉見祐治 - 元プロ野球選手（横浜〜ロッテ～阪神）

### その他
- 桂福六 - 落語家

## 著名な教職員・関係者
- 竹中雅彦 - 同校硬式野球部元指導者

## 姉妹校
- ウエストール・セカンダリー・カレッジ（オーストラリア）
- 大元外国語高等学校（大韓民国）
- ワイリー・E・グローブズ・ハイスクール（アメリカ合衆国）